# Lista monumentelor istorice din județul Ialomița

Simbol utilizat în România pentru monumentele istorice

Lista monumentelor istorice din județul Ialomița cuprinde monumentele istorice din județul Ialomița înscrise în Patrimoniul cultural național al României. Lista completă este menținută și actualizată periodic de către Ministerul Culturii, Cultelor și Patrimoniului Național din România, ultima versiune datând din 2015.
Datele din tabelul de mai jos provin din Lista Monumentelor Istorice actualizată până în anul 2009. Este posibil ca între timp lista să mai fi suferit modificări.

| Cod LMI                                              | Denumire | Localitate                                             | Localizare | Datare, Creatori                                       | Imagine               | Erori             |
| ---------------------------------------------------- | --- | ------------------------------------------------------ | --- | ------------------------------------------------------ | --------------------- | ----------------- |
| IL-I-s-B-14026                                       | Situl arheologic de la Slobozia                                                                                         | municipiul Slobozia                                    | |                                                        | Încarcă foto \| video | Raportează eroare |
| IL-I-m-B-14026.01 (RAN: 92667.01.01)                 | Așezare | municipiul Slobozia                                    | 44.53333°N 27.36667°E                                                                                                | sec. XVII-XVIII Epoca medievală                        | Încarcă foto \| video | Raportează eroare |
| IL-I-m-B-14026.02                                    | Așezare | municipiul Slobozia                                    | | sec. IX - XI Epoca medieval timpurie                   | Încarcă foto \| video | Raportează eroare |
| IL-I-m-B-14026.03                                    | Așezare | municipiul Slobozia                                    | | Neolitic, cultura Boian                                | Încarcă foto \| video | Raportează eroare |
| IL-I-s-B-14027 (RAN: 100932.01)                      | Așezare | sat Axintele; comuna Axintele                          | „La vie” 44.60222°N 26.76722°E                                                                                       | sec. IX - XI Epoca medieval timpurie                   | Încarcă foto \| video | Raportează eroare |
| IL-I-s-A-14028 (RAN: 100932.02)                      | Situl arheologic de la Axintele                                                                                         | sat Axintele; comuna Axintele                          | „La Cetate” 44.59667°N 26.77722°E                                                                                    |                                                        | Încarcă foto \| video | Raportează eroare |
| IL-I-m-A-14028.01                                    | Așezare fortificată | sat Axintele; comuna Axintele                          | "La Cetate" | Latène                                                 | Încarcă foto \| video | Raportează eroare |
| IL-I-m-A-14028.02                                    | Așezare fortificată | sat Axintele; comuna Axintele                          | "La Cetate" | sec. I a. Chr. – I p. Chr. Epoca bronzului târziu      | Încarcă foto \| video | Raportează eroare |
| IL-I-s-A-14029 (RAN: 92998.01)                       | Situl arheologic de la Bordușani, punct „Popina Bordușani”                                                              | sat Bordușani; comuna Bordușani                        | „Popina Bordușani” 44.48056°N 27.91111°E                                                                             |                                                        | Încarcă foto \| video | Raportează eroare |
| IL-I-m-A-14029.01                                    | Așezare | sat Bordușani; comuna Bordușani                        | "Popina Bordușani"                                                                                                   | sec. I a. Chr. - I p. Chr. Latène                      | Încarcă foto \| video | Raportează eroare |
| IL-I-m-A-14029.02                                    | Tell | sat Bordușani; comuna Bordușani                        | "Popina Bordușani"                                                                                                   | sec. I a. Chr. - I p. Chr. Neolitic, cultura Gumelnița | Încarcă foto \| video | Raportează eroare |
| IL-I-s-B-14030 (RAN: 92998.02, 93129.01)             | Așezare | sat Bordușelu; comuna Ciochina                         | Șuvița „La Golani” 44.55917°N 27.03695°E                                                                             | Neolitic, cultura Boian                                | Încarcă foto \| video | Raportează eroare |
| IL-I-s-B-14031 (RAN: 93030.01)                       | Situl arheologic de la Bucu                                                                                             | sat Bucu; comuna Bucu                                  | „Pochina” 44.60194°N 27.49778°E                                                                                      |                                                        | Încarcă foto \| video | Raportează eroare |
| IL-I-m-B-14031.01                                    | Așezare | sat Bucu; comuna Bucu                                  | "Pochina" | sec. X - XI Epoca medieval timpurie                    | Încarcă foto \| video | Raportează eroare |
| IL-I-m-B-14031.02 (RAN: 93030.01.02)                 | Așezare | sat Bucu; comuna Bucu                                  | „Pochina” 44.60194°N 27.49778°E                                                                                      | sec. IV - III a. Chr. Latène                           | Încarcă foto \| video | Raportează eroare |
| IL-I-m-B-14031.03 (RAN: 93030.01.01)                 | Așezare | sat Bucu; comuna Bucu                                  | „Pochina” 44.60194°N 27.49778°E                                                                                      | sec. X - VIII a. Chr. Hallstatt                        | Încarcă foto \| video | Raportează eroare |
| IL-I-s-B-14032 (RAN: 93218.01)                       | Așezare | sat Cocora; comuna Cocora                              | 44.72694°N 27.05472°E                                                                                                | sec. IX - XI p. Chr.                                   | Încarcă foto \| video | Raportează eroare |
| IL-I-s-B-14033 (RAN: 92925.01)                       | Situl arheologic de la Copuzu                                                                                           | sat Copuzu; comuna Balaciu                             | „Platoul Deluș” 44.59833°N 26.91195°E                                                                                | sec. II - I a. Chr.                                    | Încarcă foto \| video | Raportează eroare |
| IL-I-m-B-14033.01 (RAN: 92925.01.01)                 | Așezare | sat Copuzu; comuna Balaciu                             | „Platoul Deluș” 44.59833°N 26.91195°E                                                                                | sec. III - IV Epoca daco-romană                        | Încarcă foto \| video | Raportează eroare |
| IL-I-m-B-14033.02 (RAN: 92925.01.02)                 | Necropolă | sat Copuzu; comuna Balaciu                             | „Platoul Deluș” 44.59833°N 26.91195°E                                                                                | sec. III - IV Epoca daco-romană                        | Încarcă foto \| video | Raportează eroare |
| IL-I-m-B-14033.03 (RAN: 92925.01.04)                 | Așezare | sat Copuzu; comuna Balaciu                             | „Platoul Deluș” 44.59833°N 26.91195°E                                                                                | sec. II - I a. Chr. Latène                             | Încarcă foto \| video | Raportează eroare |
| IL-I-s-B-14034 (RAN: 93245.01)                       | Așezare | comuna Cosâmbești                                      | sec. IX - XI 44.56694°N 27.44583°E                                                                                   | sec. IX - XI Epoca medieval timpurie                   | Încarcă foto \| video | Raportează eroare |
| IL-I-s-A-14035 (RAN: 102259.01)                      | Tell | sat Coșereni; comuna Coșereni                          | „Măgura de la Comana” 44.67528°N 26.53333°E                                                                          | Neolitic                                               | Încarcă foto \| video | Raportează eroare |
| IL-I-s-A-14036 (RAN: 102259.02)                      | Așezare | sat Coșereni; comuna Coșereni                          | Lângă „Măgura de la Comana” 44.68278°N 26.53333°E                                                                    | sec. IX - XI Epoca medieval timpurie                   | Încarcă foto \| video | Raportează eroare |
| IL-I-s-B-14037 (RAN: 102259.03)                      | Situl arheologic de la Coșereni                                                                                         | sat Coșereni; comuna Coșereni                          | 44.68278°N 26.55139°E                                                                                                |                                                        | Încarcă foto \| video | Raportează eroare |
| IL-I-m-B-14037.01 (RAN: 102259.03.03)                | Necropolă | sat Coșereni; comuna Coșereni                          | „Turceasca” 44.68278°N 26.55139°E                                                                                    | Hallstatt                                              | Încarcă foto \| video | Raportează eroare |
| IL-I-m-B-14037.02 (RAN: 102259.03.01)                | Așezare | sat Coșereni; comuna Coșereni                          | „Turceasca” 44.68278°N 26.55139°E                                                                                    | Neolitic                                               | Încarcă foto \| video | Raportează eroare |
| IL-I-s-B-14038 (RAN: 92943.01)                       | Situl arheologic de la Crăsani                                                                                          | sat Crăsanii de Jos; comuna Balaciu                    | La ieșirea din sat spre Sudiți 44.59555°N 26.87639°E                                                                 |                                                        | Încarcă foto \| video | Raportează eroare |
| IL-I-m-B-14038.01 (RAN: 92943.01.03)                 | Așezare | sat Crăsanii de Jos; comuna Balaciu                    | La ieșirea din sat spre Sudiți 44.59555°N 26.87639°E                                                                 | Latène                                                 | Încarcă foto \| video | Raportează eroare |
| IL-I-m-B-14038.02 (RAN: 92943.01.02)                 | Așezare | sat Crăsanii de Jos; comuna Balaciu                    | La ieșirea din sat spre Sudiți 44.59555°N 26.87639°E                                                                 | Neolitic                                               | Încarcă foto \| video | Raportează eroare |
| IL-I-s-A-14039 (RAN: 92934.01)                       | Situl arheologic de la Piscu Crăsani                                                                                    | sat Crăsanii de Jos; comuna Balaciu                    | 44.59583°N 26.88445°E                                                                                                |                                                        | Încarcă foto \| video | Raportează eroare |
| IL-I-m-A-14039.01 (RAN: 92934.01.02)                 | Așezare fortificată | sat Crăsanii de Jos; comuna Balaciu                    | „Piscu Crăsani” 44.59583°N 26.88445°E                                                                                | Latène                                                 | Încarcă foto \| video | Raportează eroare |
| IL-I-m-A-14039.02 (RAN: 92934.01.03)                 | Așezare fortificată | sat Crăsanii de Jos; comuna Balaciu                    | „Piscu Crăsani” 44.59583°N 26.88445°E                                                                                | Neolitic                                               | Încarcă foto \| video | Raportează eroare |
| IL-I-s-A-14040 (RAN: 102712.01)                      | Situl arheologic de la Dridu                                                                                            | sat Dridu; comuna Dridu                                | 44.72167°N 26.48222°E                                                                                                |                                                        | Încarcă foto \| video | Raportează eroare |
| IL-I-m-A-14040.01 (RAN: 102712.01.03)                | Așezare | sat Dridu; comuna Dridu                                | „La Metereze” 44.72167°N 26.48222°E                                                                                  | sec. XIII – XVIII Epoca medievală                      | Încarcă foto \| video | Raportează eroare |
| IL-I-m-A-14040.02 (RAN: 102712.01.02)                | Așezare | sat Dridu; comuna Dridu                                | „La Metereze” 44.72167°N 26.48222°E                                                                                  | sec. IX - XI Epoca medieval timpurie                   | Încarcă foto \| video | Raportează eroare |
| IL-I-m-A-14040.03 (RAN: 102712.01.01)                | Așezare | sat Dridu; comuna Dridu                                | „La Metereze” 44.72167°N 26.48222°E                                                                                  | Hallstatt                                              | Încarcă foto \| video | Raportează eroare |
| IL-I-s-B-14041 (RAN: 102721.01)                      | Așezare | sat Dridu-Snagov; comuna Dridu                         | 44.7175°N 26.45056°E                                                                                                 | Epoca bronzului                                        | Încarcă foto \| video | Raportează eroare |
| IL-I-s-B-14042 (RAN: 93584.01)                       | Așezare | sat Făcăeni; comuna Făcăeni                            | „Ferma zootehnică” 44.54333°N 27.91945°E                                                                             | Latène                                                 | Încarcă foto \| video | Raportează eroare |
| IL-I-s-B-14043 (RAN: 93584.02)                       | Așezare | sat Făcăeni; comuna Făcăeni                            | 44.56805°N 27.89472°E                                                                                                | Latène                                                 | Încarcă foto \| video | Raportează eroare |
| IL-I-s-B-14044 (RAN: 93584.03)                       | Așezare | sat Făcăeni; comuna Făcăeni                            | 44.56972°N 27.89305°E                                                                                                | Neolitic                                               | Încarcă foto \| video | Raportează eroare |
| IL-I-s-B-14045 (RAN: 92710.01)                       | Așezare | municipiul Fetești                                     | La Scursoare" 44.40889°N 27.88778°E                                                                                  | sec. X - XI Epoca medieval timpurie                    | Încarcă foto \| video | Raportează eroare |
| IL-I-s-B-14046 (RAN: 102758.01)                      | Situl arheologic de la Fierbinți                                                                                        | oraș Fierbinți-Târg                                    | 44.68917°N 26.38139°E                                                                                                | sec. III - IV                                          | Încarcă foto \| video | Raportează eroare |
| IL-I-m-B-14046.01 (RAN: 102758.01.02)                | Necropolă | oraș Fierbinți-Târg                                    | „Malul Roșu” 44.68917°N 26.38139°E                                                                                   | sec. XVI – XVIII Epoca medievală                       | Încarcă foto \| video | Raportează eroare |
| IL-I-m-B-14046.02 (RAN: 102758.01.03)                | Necropolă | oraș Fierbinți-Târg                                    | „Malul Roșu” 44.68917°N 26.38139°E                                                                                   | sec. III - IV Epoca daco-romană                        | Încarcă foto \| video | Raportează eroare |
| IL-I-s-B-14047 (RAN: 94394.01)                       | Așezare | sat Frățilești; comuna Săveni                          | 44.62°N 27.60444°E                                                                                                   | sec. XVI – XVIII Epoca medievală                       | Încarcă foto \| video | Raportează eroare |
| IL-I-s-B-14048 (RAN: 93619.01)                       | Așezare | sat Gheorghe Doja; comuna Gheorghe Doja                | „La Cărămidărie” 44.59778°N 27.1825°E                                                                                | Latène                                                 | Încarcă foto \| video | Raportează eroare |
| IL-I-s-B-14049 (RAN: 93254.01)                       | Așezare | sat Gimbășani; comuna Cosâmbești                       | 44.57278°N 27.4925°E                                                                                                 | sec. IX - XI Epoca medieval timpurie                   | Încarcă foto \| video | Raportează eroare |
| IL-I-s-B-14050 (RAN: 93655.01)                       | Așezare | sat Giurgeni; comuna Giurgeni                          | „La Mozacu” 44.74028°N 27.84556°E                                                                                    | sec. IV-III p. Chr. Epoca geto dacică                  | Încarcă foto \| video | Raportează eroare |
| IL-I-s-A-14051 (RAN: 9365.02, 93655.02)              | Situl arheologic medieval „Orașul de Floci” Giurgeni                                                                    | sat Giurgeni; comuna Giurgeni                          | 44.76361°N 27.98528°E                                                                                                |                                                        |                       | Raportează eroare |
| IL-I-m-A-14051.01 (RAN: 93655.02.02)                 | Ruinele Bisericii nr. 1                                                                                                 | sat Giurgeni; comuna Giurgeni                          | „La Mănăstire” 44.76361°N 27.98528°E                                                                                 | Epoca medievală                                        | Încarcă foto \| video | Raportează eroare |
| IL-I-m-A-14051.02 (RAN: 93655.02.01)                 | Așezare urbană | sat Giurgeni; comuna Giurgeni                          | „La Mănăstire” 44.76361°N 27.98528°E                                                                                 | sec. XVI – XVIII Epoca medievală                       |                       | Raportează eroare |
| IL-I-m-A-14051.03                                    | Biserica nr. 2 | sat Giurgeni; comuna Giurgeni                          | situat în situl arheologic medieval „Orașul de Floci”                                                                |                                                        | Încarcă foto \| video | Raportează eroare |
| IL-I-m-A-14051.04                                    | Edificiul cu contraforturi                                                                                              | sat Giurgeni; comuna Giurgeni                          | situat în situl arheologic medieval „Orașul de Floci”                                                                |                                                        |                       | Raportează eroare |
| IL-I-s-B-14052 (RAN: 94027.01)                       | Situl arheologic de la Hagieni                                                                                          | sat Hagieni; comuna Mihail Kogălniceanu                | sec. IX - XI 44.67111°N 27.78972°E                                                                                   | sec. IX - XI                                           | Încarcă foto \| video | Raportează eroare |
| IL-I-m-B-14052.01 (RAN: 94027.01.02)                 | Așezare | sat Hagieni; comuna Mihail Kogălniceanu                | sec. XVII - XVIII 44.67111°N 27.78972°E                                                                              | sec. XVII – XVIII. Epoca medievală                     | Încarcă foto \| video | Raportează eroare |
| IL-I-m-B-14052.02 (RAN: 94027.01.03)                 | Așezare | sat Hagieni; comuna Mihail Kogălniceanu                | sec. IX - XI 44.67111°N 27.78972°E                                                                                   | sec. IX - XI Epoca medieval timpurie                   | Încarcă foto \| video | Raportează eroare |
| IL-I-s-B-14053 (RAN: 103871.01)                      | Situl arheologic de la Ion Roată, punct „La Muche”                                                                      | sat Ion Roată; comuna Ion Roată                        | „La Muche” |                                                        | Încarcă foto \| video | Raportează eroare |
| IL-I-m-B-14053.01 (RAN: 103871.01.02)                | Așezare | sat Ion Roată; comuna Ion Roată                        | „La Muche” 44.67028°N 26.76278°E                                                                                     | Sec. IX – XI Epoca medieval t.                         | Încarcă foto \| video | Raportează eroare |
| IL-I-m-B-14053.02 (RAN: 103871.01.01)                | Așezare | sat Ion Roată; comuna Ion Roată                        | „La Muche” 44.67028°N 26.76278°E                                                                                     | Latène                                                 | Încarcă foto \| video | Raportează eroare |
| IL-I-s-B-14054 (RAN: 103871.02)                      | Situl arheologic de la Ion Roată                                                                                        | sat Ion Roată; comuna Ion Roată                        | |                                                        | Încarcă foto \| video | Raportează eroare |
| IL-I-m-B-14054.01 (RAN: 103871.02.02)                | Așezare | sat Ion Roată; comuna Ion Roată                        | 44.66111°N 26.80778°E                                                                                                | Latène                                                 | Încarcă foto \| video | Raportează eroare |
| IL-I-m-B-14054.02 (RAN: 103871.02.01)                | Așezare | sat Ion Roată; comuna Ion Roată                        | 44.66111°N 26.80778°E                                                                                                | Neolitic                                               | Încarcă foto \| video | Raportează eroare |
| IL-I-s-B-14055 (RAN: 94036.02)                       | Așezare | sat Luciu; comuna Gura Ialomiței                       | sec. IX - XI 44.74778°N 27.73195°E                                                                                   | sec. IX - XI Epoca medieval timpurie                   | Încarcă foto \| video | Raportează eroare |
| IL-I-s-B-14056 (RAN: 94036.01)                       | Așezare | sat Luciu; comuna Gura Ialomiței                       | sec. IX - XI 44.73472°N 27.7425°E                                                                                    | sec. IX - XI Epoca medieval timpurie                   | Încarcă foto \| video | Raportează eroare |
| IL-I-s-B-14057 (RAN: 94036.03)                       | Situl arheologic de la Luciu                                                                                            | sat Luciu; comuna Gura Ialomiței                       | sec. IX - XI 44.75444°N 27.63111°E                                                                                   |                                                        | Încarcă foto \| video | Raportează eroare |
| IL-I-s-B-14058 (RAN: 101261.01)                      | Așezare | sat Maia; comuna Maia                                  | „La Școală” 44.75167°N 26.40972°E                                                                                    | Latène                                                 | Încarcă foto \| video | Raportează eroare |
| IL-I-s-B-14059 (RAN: 94517.01)                       | Așezare | sat Maltezi; comuna Stelnica                           | 44.42389°N 27.89111°E                                                                                                | Latène                                                 | Încarcă foto \| video | Raportează eroare |
| IL-I-s-B-14060 (RAN: 93263.01)                       | Așezare | sat Mărculești; comuna Mărculești                      | sec. IX - XI 44.58611°N 27.52722°E                                                                                   | sec. IX - XI                                           | Încarcă foto \| video | Raportează eroare |
| IL-I-s-B-14061 (RAN: 93147.01)                       | Așezare | sat Piersica; comuna Ciochina                          | 44.57361°N 27.00278°E                                                                                                |                                                        | Încarcă foto \| video | Raportează eroare |
| IL-I-s-B-14062 (RAN: 94410.04)                       | Necropolă birituală | sat Platonești; comuna Platonești                      | sec. IX - XI | Sec. IX-XI Epoca medieval timpurie                     | Încarcă foto \| video | Raportează eroare |
| IL-I-s-B-14063 (RAN: 94410.02)                       | Așezare | sat Platonești; comuna Platonești                      | 44.51333°N 27.72417°E                                                                                                | Hallstatt                                              | Încarcă foto \| video | Raportează eroare |
| IL-I-s-A-14064 (RAN: 94508.03)                       | Necropola birituală de la Stelnica                                                                                      | sat Stelnica; comuna Stelnica                          | „Grădiștea Mare” 44.4°N 27.9425°E                                                                                    | sec. IV - III a. Chr. Latène                           | Încarcă foto \| video | Raportează eroare |
| IL-I-s-B-14065 (RAN: 94508.02)                       | Așezare | sat Stelnica; comuna Stelnica                          | „Grădiștea Stoicii” 44.41667°N 27.9425°E                                                                             | Epoca bronzului târziu                                 | Încarcă foto \| video | Raportează eroare |
| IL-I-s-B-14066 (RAN: 94544.01)                       | Situl arheologic de la Sudiți                                                                                           | sat Sudiți; comuna Sudiți                              | „La Cot” 44.585°N 27.60695°E                                                                                         | Epoca medievală timpurie                               | Încarcă foto \| video | Raportează eroare |
| IL-I-m-B-14066.01 (RAN: 94544.01.02)                 | Așezare medievală timpurie                                                                                              | sat Sudiți; comuna Sudiți                              | „La Cot” 44.585°N 27.60695°E                                                                                         | sec. IX - XI                                           | Încarcă foto \| video | Raportează eroare |
| IL-I-s-B-14066.02                                    | Așezare daco-romană | sat Sudiți; comuna Sudiți                              | "La Cot" | sec. IV                                                | Încarcă foto \| video | Raportează eroare |
| IL-I-s-B-14067 (RAN: 92774.01)                       | Așezare | oraș Țăndărei                                          | „La cimitir” 44.56167°N 27.63778°E                                                                                   | sec. X - XI Epoca medieval timpurie                    | Încarcă foto \| video | Raportează eroare |
| IL-I-s-B-14068 (RAN: 92774.02)                       | Așezare | oraș Țăndărei                                          | „Spitalul orășenesc” 44.55861°N 27.68°E                                                                              | Epoca bronzului târziu                                 | Încarcă foto \| video | Raportează eroare |
| IL-I-s-B-14069 (RAN: 94802.03)                       | Așezare | sat Vlădeni; comuna Vlădeni                            | „Coasta Belciugului” 44.64389°N 27.84139°E                                                                           |                                                        | Încarcă foto \| video | Raportează eroare |
| IL-I-s-B-14070 (RAN: 94802.02)                       | Așezare | sat Vlădeni; comuna Vlădeni                            | „Popina lată” („Ibirian”) 44.62472°N 27.86722°E                                                                      | sec. X-VIII a. Chr.                                    | Încarcă foto \| video | Raportează eroare |
| IL-I-s-B-14071 (RAN: 94802.01)                       | Situl arheologic de la Vlădeni                                                                                          | sat Vlădeni; comuna Vlădeni                            | „Popina Blagodeasca” 44.64389°N 27.84139°E                                                                           |                                                        | Încarcă foto \| video | Raportează eroare |
| IL-I-m-B-14071.01 (RAN: 94802.01.06)                 | Așezare | sat Vlădeni; comuna Vlădeni                            | „Popina Blagodeasca” 44.64389°N 27.84139°E                                                                           | sec. XVI - XVIII Epoca medievală                       | Încarcă foto \| video | Raportează eroare |
| IL-I-m-B-14071.02 (RAN: 94802.01.07)                 | Așezare | sat Vlădeni; comuna Vlădeni                            | „Popina Blagodeasca” 44.64389°N 27.84139°E                                                                           | Hallstatt                                              | Încarcă foto \| video | Raportează eroare |
| IL-I-s-B-14071.03                                    | Așezare | sat Vlădeni; comuna Vlădeni                            | "Popina Blagodeasca"                                                                                                 | Neolitic                                               | Încarcă foto \| video | Raportează eroare |
| IL-II-m-B-14072                                      | Biserica "Adormirea Maicii Domnului"                                                                                    | municipiul Slobozia                                    | Str. Magheru Gheorghe, general 22 Cartier Bora                                                                       | 1864                                                   | Încarcă foto \| video | Raportează eroare |
| IL-II-m-B-14073                                      | Casa | municipiul Slobozia                                    | Str. Magheru Gheorghe, general 37 Cartier Bora                                                                       | 1913                                                   | Încarcă foto \| video | Raportează eroare |
| IL-II-m-A-14075 (RAN: 92667.03)                      | Biserica de lemn „Sf. Nicolae”                                                                                          | municipiul Slobozia                                    | Str. Matei Basarab 10 Strămutată din satul Poiana com. Ciulnița 44.56234°N 27.35227°E                                | 1747–1748                                              | Alte imagini          | Raportează eroare |
| IL-II-m-B-14076                                      | Școală, azi Școala nr. 1                                                                                                | municipiul Slobozia                                    | Str. Matei Basarab 198 44.56248°N 27.37521°E                                                                         | 1920                                                   |                       | Raportează eroare |
| IL-II-a-A-14074                                      | Mănăstirea „Sf. Voievozi”                                                                                               | municipiul Slobozia                                    | Aleea Mănăstirii 2 44.56146°N 27.37596°E                                                                             | sec. XVII - XIX                                        | Alte imagini          | Raportează eroare |
| IL-II-m-A-14074.01                                   | Biserica „Sf. Voievozi”                                                                                                 | municipiul Slobozia                                    | Aleea Mănăstirii 2                                                                                                   | 1848                                                   |                       | Raportează eroare |
| IL-II-m-A-14074.02                                   | Zid de incintă | municipiul Slobozia                                    | Aleea Mănăstirii 2                                                                                                   | sec. XVII - XIX                                        |                       | Raportează eroare |
| IL-II-m-B-14077                                      | Biserica „Sf. Nicolae”                                                                                                  | sat Alexeni; comuna Alexeni                            | Str. Primăriei La S de DN2A                                                                                          | 1817                                                   | Încarcă foto \| video | Raportează eroare |
| IL-II-m-B-14078                                      | Școală | sat Andrășești; comuna Andrășești                      | DN2A | 1928                                                   | Încarcă foto \| video | Raportează eroare |
| IL-II-m-A-14079 (RAN: 100889.01)                     | Biserica „Sf. Gheorghe”                                                                                                 | sat Armășești; comuna Armășești                        | DS 36 Lângă Școala Agricolă                                                                                          | 1778, transf. 1859                                     | Încarcă foto \| video | Raportează eroare |
| IL-II-m-A-14080                                      | Școala Agricolă „Iordache Zossima”                                                                                      | sat Armășești; comuna Armășești                        | DS 36 Lângă biserică                                                                                                 | 1887                                                   | Încarcă foto \| video | Raportează eroare |
| IL-II-m-B-14081                                      | Primăria | sat Armășești; comuna Armășești                        | DS 41 | 1882                                                   | Încarcă foto \| video | Raportează eroare |
| IL-II-m-B-14082                                      | Spitalul | sat Armășești; comuna Armășești                        | DS 45 Lângă primărie                                                                                                 | 1889                                                   | Încarcă foto \| video | Raportează eroare |
| IL-II-m-B-14083                                      | Spitalul | sat Armășești; comuna Armășești                        | DS 45 Lângă primărie                                                                                                 | 1925                                                   | Încarcă foto \| video | Raportează eroare |
| IL-II-a-B-14110                                      | Schitul Balaciu Pitișteanu                                                                                              | sat Balaciu; comuna Balaciu                            | Str. Mănăstirilor 15, la cca. 5 km sud de DN2A                                                                       | 1821 - 1841                                            | Încarcă foto \| video | Raportează eroare |
| IL-II-m-B-14110.01                                   | Biserica „Adormirea Maicii Domnului” a schitului Balaciu                                                                | sat Balaciu; comuna Balaciu                            | Str. Mănăstirilor 15, la cca. 5 km sud de DN2A                                                                       | 1821 - 1841 reconstr. 1991-1995                        | Încarcă foto \| video | Raportează eroare |
| IL-II-m-B-14110.02                                   | Turn clopotniță | sat Balaciu; comuna Balaciu                            | Str. Mănăstirilor 15, la cca. 5 km sud de DN2A                                                                       | 1821 - 1841                                            | Încarcă foto \| video | Raportează eroare |
| IL-II-m-B-14084 (RAN: 100898.01)                     | Biserica „Sf. Nicolae”                                                                                                  | Sat Bărbulești, comuna Bărbulești                      | DN10 Lângă școală | 1754, ref. 1873                                        | Încarcă foto \| video | Raportează eroare |
| IL-II-m-B-14085                                      | Biserica „Sf. Împărați Constantin și Elena”                                                                             | sat Bărcănești; comuna Bărcănești                      | DJ 201 Cartier Speteni                                                                                               | 1876 - 1881                                            | Alte imagini          | Raportează eroare |
| IL-II-m-B-14086                                      | Casa Marius Ionescu | sat Bărcănești; comuna Bărcănești                      | DJ 201 Cartier Speteni                                                                                               | 1909                                                   |                       | Raportează eroare |
| IL-II-m-B-14087                                      | Casă cu prăvălie pe colț                                                                                                | sat Bărcănești; comuna Bărcănești                      | DJ 201 În centru | 1910                                                   |                       | Raportează eroare |
| IL-II-m-B-14088                                      | Conacul Iancu Ionescu                                                                                                   | sat Bărcănești; comuna Bărcănești                      | DJ 201 44.63665°N 26.65067°E                                                                                         | 1914                                                   |                       | Raportează eroare |
| IL-II-m-B-14089                                      | Casa Alexandru Manolescu                                                                                                | sat Bărcănești; comuna Bărcănești                      | DJ 201 | 1924                                                   |                       | Raportează eroare |
| IL-II-m-B-14090                                      | Casa Alexandru Ionescu                                                                                                  | sat Bărcănești; comuna Bărcănești                      | DJ 201 Vis-a-vis de Conacul Ionescu, din 1914                                                                        | 1919                                                   |                       | Raportează eroare |
| IL-II-m-B-14091                                      | Conacul Elena Duți | Sat BĂRCĂNEȘTI, comuna Bărcănești                      | Dj 201 | 1939                                                   | Încarcă foto \| video | Raportează eroare |
| IL-II-m-B-14092                                      | Casa Toader Roșca | sat Bărcănești; comuna Bărcănești                      | DJ 201 | 1936                                                   |                       | Raportează eroare |
| IL-II-m-B-14093                                      | Conacul Nicu Chiroiu | sat Borănești; comuna Borănești                        | DJ 201, La ieșirea din sat spre Bărcănești pe stînga 44.65689°N 26.61267°E                                           | 1889 Paul Smărăndescu                                  | Alte imagini          | Raportează eroare |
| IL-II-m-B-14094                                      | Moara | sat Bordușani; comuna Bordușani                        | Str. Primăverii, Fără număr                                                                                          | 1920                                                   | Încarcă foto \| video | Raportează eroare |
| IL-II-m-B-14095                                      | Școală | sat Bordușani; comuna Bordușani                        | Str. Primăverii, Fără număr                                                                                          | 1924                                                   | Încarcă foto \| video | Raportează eroare |
| IL-II-m-B-14096                                      | Biserica "Sf. Ierarh Nicolae"                                                                                           | sat Bordușani; comuna Bordușani                        | Str. Primăverii, Fără număr                                                                                          | 1895 - 1898                                            | Încarcă foto \| video | Raportează eroare |
| IL-II-m-A-14097 (RAN: 101252.02)                     | Biserica „Sf. Nicolae”                                                                                                  | sat Rădulești; comuna Rădulești                        | Str. Primăriei, Nr. 98                                                                                               | 1714, refaceri 1834                                    | Încarcă foto \| video | Raportează eroare |
| IL-II-m-A-14098                                      | Biserica „Sf. Nicolae”                                                                                                  | sat Broșteni; comuna Ion Roată                         | DS 1134 La cca. 500 m de DN2A                                                                                        | 1854                                                   | Încarcă foto \| video | Raportează eroare |
| IL-II-m-B-14099                                      | Școala veche | sat Broșteni; comuna Ion Roată                         | DS 1134 La cca. 150 m de DN2A                                                                                        | 1839                                                   | Încarcă foto \| video | Raportează eroare |
| IL-II-a-A-14100                                      | Curtea familiei Zappa                                                                                                   | sat Broșteni; comuna Ion Roată                         | DS 1134 La cca. 300 m de DN2A 44.66804°N 26.74563°E                                                                  | 1857                                                   | Încarcă foto \| video | Raportează eroare |
| IL-II-m-A-14100.01                                   | Ruinele conacului Zappa                                                                                                 | sat Broșteni; comuna Ion Roată                         | DS 1134 La cca. 300 m de DN2A                                                                                        | 1857                                                   | Încarcă foto \| video | Raportează eroare |
| IL-II-m-A-14100.03                                   | Fragment zid de incintă (latura nord-est)                                                                               | sat Broșteni; comuna Ion Roată                         | DS 1134 La cca. 300 m de DN2A                                                                                        | 1857                                                   | Încarcă foto \| video | Raportează eroare |
| IL-II-m-B-14101                                      | Școală | oraș Căzănești                                         | Str. București, Nr. 68                                                                                               | 1905                                                   | Încarcă foto \| video | Raportează eroare |
| IL-II-m-B-14102                                      | Biserica „Sf. Nicolae”                                                                                                  | oraș Căzănești                                         | Str. București, 70                                                                                                   | 1858                                                   | Încarcă foto \| video | Raportează eroare |
| IL-II-m-B-14103                                      | Conacul Nicu Chiroiu | sat Condeești; comuna Bărcănești                       | DJ 201 44.62599°N 26.6782°E                                                                                          | 1926                                                   | Încarcă foto \| video | Raportează eroare |
| IL-II-m-B-14104                                      | Casa Petre Niculescu | sat Copuzu; comuna Balaciu                             | Str. Dascălu, 190 | 1910                                                   | Încarcă foto \| video | Raportează eroare |
| IL-II-a-A-14106                                      | Ansamblul conacului Bolomey                                                                                             | sat Cosâmbești; comuna Cosâmbești                      | DJ 201 La cca. 10 km de Slobozia 44.55585°N 27.41941°E                                                               | 1898                                                   | Alte imagini          | Raportează eroare |
| IL-II-m-A-14106.01                                   | Conacul Bolomey | sat Cosâmbești; comuna Cosâmbești                      | DJ 201 la cca. 10 km. de Slobozia 44.55585°N 27.41939°E                                                              | 1898                                                   |                       | Raportează eroare |
| IL-II-m-A-14106.02                                   | Anexă | sat Cosâmbești; comuna Cosâmbești                      | DJ 201 La cca. 10 km. de                                                                                             | 1898                                                   |                       | Raportează eroare |
| IL-II-m-B-14107                                      | Biserica „Sf. Nicolae”                                                                                                  | sat Cosâmbești; comuna Cosâmbești                      | DJ 201 Lângă Primărie                                                                                                | 1859                                                   | Încarcă foto \| video | Raportează eroare |
| IL-II-m-B-14108                                      | Casa Cristofor Zupcu | sat Cosâmbești; comuna Cosâmbești                      | DJ 201 Lângă Primărie 44.55894°N 27.43184°E                                                                          | sec. XX                                                | Încarcă foto \| video | Raportează eroare |
| IL-II-m-B-14109                                      | Casa Frusina Popescu | sat Cosâmbești; comuna Cosâmbești                      | DJ 201 Lângă Primărie 44.55907°N 27.43213°E                                                                          | 1891                                                   | Încarcă foto \| video | Raportează eroare |
| IL-II-m-A-14111                                      | Biserica de lemn „Cuvioasa Paraschiva”                                                                                  | sat Dridu-Snagov; comuna Dridu                         | La est de DJ | 1774 - 1782                                            | Alte imagini          | Raportează eroare |
| IL-II-m-B-14112                                      | Casa Virgil Tănase | sat Dridu-Snagov; comuna Dridu                         | La sud de DJ | 1924                                                   | Încarcă foto \| video | Raportează eroare |
| IL-II-m-B-14113                                      | Conacul Aurelian Bentoiu                                                                                                | sat Făcăeni; comuna Făcăeni                            | La cca. 300 m de localitate 44.5698°N 27.87645°E                                                                     | 1937                                                   |                       | Raportează eroare |
| IL-II-a-A-14114                                      | Podurile dintre Fetești și Cernavodă - „Anghel Saligny”                                                                 | municipiul Fetești                                     | Între localitățile Fetești și Cernavodă                                                                              | 1890 - 1895 Anghel Saligny                             | Alte imagini          | Raportează eroare |
| IL-II-m-B-14118                                      | Biserica "Adormirea Maicii Domnului"                                                                                    | municipiul Fetești                                     | Str. Brâncoveanu Constantin 11                                                                                       | 1882                                                   | Încarcă foto \| video | Raportează eroare |
| IL-II-m-B-14115                                      | Casa cu prăvălie | municipiul Fetești                                     | Str. Călărași 186 | 1923                                                   | Încarcă foto \| video | Raportează eroare |
| IL-II-m-B-20198                                      | Casă cu prăvălie | municipiul Fetești                                     | Str. Călărași 196 | 1905                                                   | Încarcă foto \| video | Raportează eroare |
| IL-II-m-B-14116                                      | Școală (Școala generală nr. 2)                                                                                          | municipiul Fetești                                     | Str. Călărași 289 | 1873                                                   | Încarcă foto \| video | Raportează eroare |
| IL-II-m-B-14117                                      | Spitalul | municipiul Fetești                                     | Str. Călărași 475 | 1908                                                   | Încarcă foto \| video | Raportează eroare |
| IL-II-m-B-14119                                      | Moară țărănească | municipiul Fetești                                     | Str. Borcea 55 | sec. XX                                                | Încarcă foto \| video | Raportează eroare |
| IL-II-m-B-14120                                      | Biserica „Sf. Nicolae”                                                                                                  | municipiul Fetești                                     | Str. Plevnei 1 Cartier Dudești 44.36918°N 27.83337°E                                                                 | 1884                                                   | Încarcă foto \| video | Raportează eroare |
| IL-II-a-A-14121                                      | Ansamblul Gării Fetești                                                                                                 | municipiul Fetești                                     | Str. Saligny Anghel 1                                                                                                | 1887                                                   |                       | Raportează eroare |
| IL-II-m-A-14121.01 (fost IL-II-m-A-14122)            | Gara Fetești | municipiul Fetești                                     | Str. Saligny Anghel 1 44.4172°N 27.82177°E                                                                           | 1887                                                   |                       | Raportează eroare |
| IL-II-m-A-14121.02 (fost IL-II-m-A-14123)            | Depoul CFR Fetești-Gară                                                                                                 | municipiul Fetești                                     | Str. Saligny Anghel 1                                                                                                | 1887                                                   | Încarcă foto \| video | Raportează eroare |
| IL-II-m-B-20199                                      | Biserica „Sf. Nicolae”                                                                                                  | sat aparținător Fierbinții de Sus; oraș Fierbinți-Târg | Str. Bisericii 8 | 1854                                                   | Încarcă foto \| video | Raportează eroare |
| IL-II-m-B-14124                                      | Casa Alexe Tănase | sat aparținător Fierbinții de Sus; oraș Fierbinți-Târg | Calea Urziceni 651                                                                                                   | 1922                                                   | Încarcă foto \| video | Raportează eroare |
| IL-II-m-B-14125                                      | Biserica "Adormirea Maicii Domnului"                                                                                    | sat aparținător Fierbinții de Sus; oraș Fierbinți-Târg | Str. Malului 710 | 1842                                                   | Încarcă foto \| video | Raportează eroare |
| IL-II-m-B-14126                                      | Biserica „Sf. Gheorghe”                                                                                                 | oraș Fierbinți-Târg                                    | Str. Poștei 32 bis                                                                                                   | 1863, ref. 1915                                        | Încarcă foto \| video | Raportează eroare |
| IL-II-m-B-14127                                      | Primăria | oraș Fierbinți-Târg                                    | Str. București 56 | 1929                                                   | Încarcă foto \| video | Raportează eroare |
| IL-II-m-B-14128                                      | Biserica "Sf. Nicolae"                                                                                                  | sat Ghimpați; comuna Ciulnița                          | Str. Eminescu Mihai 26                                                                                               | 1874                                                   | Încarcă foto \| video | Raportează eroare |
| IL-II-m-A-14129                                      | Biserica "Sf. Maria" | sat aparținător Grecii de Jos; oraș Fierbinți-Târg     | Str. Micșunești 27                                                                                                   | 1754                                                   | Încarcă foto \| video | Raportează eroare |
| IL-II-m-A-14130                                      | Biserica Înălțarea Domnului                                                                                             | sat Grindu; comuna Grindu                              | În incinta fostului CAP 44.76879°N 26.91185°E                                                                        | 1838–1842                                              |                       | Raportează eroare |
| IL-II-m-A-14131                                      | Conacul Marghiloman | sat Hagiești; comuna Sinești                           | Str. Bisericii, fără număr 44.54743°N 26.43284°E                                                                     | sec. XVII ref. 1869 - 1874                             | Alte imagini          | Raportează eroare |
| IL-II-m-B-14132 (fost IL-II-m-A-14132) (RAN: 105062) | Biserica „Sf. Nicolae”                                                                                                  | sat Hagiești; comuna Sinești                           | Str. Bisericii, fără număr 44.54657°N 26.43317°E                                                                     | 1704                                                   | Alte imagini          | Raportează eroare |
| IL-II-m-B-14133                                      | Biserica „Cuvioasa Paraschiva“                                                                                          | sat Ivănești; comuna Ciulnița                          | La cca. 500 m de sat, pe malul Ialomiței 44.53931°N 27.28349°E                                                       | 1848                                                   |                       | Raportează eroare |
| IL-II-a-B-14134                                      | Curtea Bâzu Cantacuzino                                                                                                 | sat Jilavele; comuna Jilavele                          | Lângă balta Jilavele 44.76309°N 26.53318°E                                                                           | mijl. sec. XIX                                         | Încarcă foto \| video | Raportează eroare |
| IL-II-m-B-14134.01                                   | Conacul Bâzu Cantacuzino                                                                                                | sat Jilavele; comuna Jilavele                          | Lângă balta Jilavele                                                                                                 | mijl. sec. XIX                                         | Încarcă foto \| video | Raportează eroare |
| IL-II-m-B-14134.02                                   | Anexă | sat Jilavele; comuna Jilavele                          | Lângă balta Jilavele                                                                                                 | mijl. sec. XIX                                         | Încarcă foto \| video | Raportează eroare |
| IL-II-m-B-14135 (RAN: 103979.03)                     | Crama fostului conac Herescu                                                                                            | sat Jilavele; comuna Jilavele                          | Lângă balta Jilavele                                                                                                 | sec. XVIII - XIX                                       | Încarcă foto \| video | Raportează eroare |
| IL-II-m-A-14136 (RAN: 103979.02)                     | Pivniță | sat Jilavele; comuna Jilavele                          | În apropierea conacului Bâzu Cantacuzino                                                                             | sec. XVIII                                             | Încarcă foto \| video | Raportează eroare |
| IL-II-a-A-14137                                      | Ansamblul bisericii "Sf. Ioan Botezătorul"                                                                              | sat Jilavele; comuna Jilavele                          | DC 10 Jilavele-Slătioarele                                                                                           | sec. XVII-XX                                           | Încarcă foto \| video | Raportează eroare |
| IL-II-m-A-14137.01                                   | Biserica „Sf. Ioan Botezătorul”                                                                                         | sat Jilavele; comuna Jilavele                          | DC 10 Jilavele-Slătioarele                                                                                           | 1697, ref. 1844 și 1915                                | Încarcă foto \| video | Raportează eroare |
| IL-II-m-B-14138                                      | Biserica "Sf. Împărați"                                                                                                 | sat Luciu; comuna Gura Ialomiței                       | Str. Bisericii 30 | 1854 - 1862                                            | Încarcă foto \| video | Raportează eroare |
| IL-II-m-A-14139 (RAN: 101261.02)                     | Biserica "Adormirea Maicii Domnului" cu Cavoul lui Barbu Catargiu                                                       | sat Maia; comuna Maia                                  | Str. Muzeului 713 | 1778, ref. 1862                                        | Încarcă foto \| video | Raportează eroare |
| IL-II-m-B-20200                                      | Ruinele conacului Catargiu                                                                                              | sat Maia; comuna Maia                                  | Str. Muzeului 713 44.74111°N 26.41094°E                                                                              | 1820                                                   | Încarcă foto \| video | Raportează eroare |
| IL-II-m-B-14140                                      | Conacul Florescu | sat Malu; comuna Sfântu Gheorghe                       | Str. Principală, fără număr 44.64948°N 26.82015°E                                                                    | sec. XIX                                               | Încarcă foto \| video | Raportează eroare |
| IL-II-m-B-14141                                      | Biserica "Adormirea Maicii Domnului" a fostului schit Malu                                                              | sat Malu; comuna Sfântu Gheorghe                       | Str. Bisericii, fără număr                                                                                           | 1837                                                   | Încarcă foto \| video | Raportează eroare |
| IL-II-m-B-14142                                      | Casa Ion Stanciu | sat Manasia; comuna Manasia                            | Str. 11, nr. 532 | sec. XX                                                | Încarcă foto \| video | Raportează eroare |
| IL-II-m-B-14143                                      | Casa cu prăvălie Ion Negrea                                                                                             | sat Manasia; comuna Manasia                            | Str. 11 nr. 613 | 1938                                                   | Încarcă foto \| video | Raportează eroare |
| IL-II-m-A-14144                                      | Biserica „Înălțarea Domnului”, cu mormântul ctitorului, Efrem Obrenovici                                                | sat Manasia; comuna Manasia                            | Str. 4, nr. 203 | 1842 - 1852                                            | Alte imagini          | Raportează eroare |
| IL-II-m-B-14145                                      | Primăria | sat Manasia; comuna Manasia                            | Str. 4, nr. 222 | 1934                                                   |                       | Raportează eroare |
| IL-II-a-A-14146                                      | Ansamblul conacului Hagianoff                                                                                           | sat Manasia; comuna Manasia                            | Str. 3, nr. 160 44.7044°N 26.66529°E                                                                                 | 1899                                                   | Alte imagini          | Raportează eroare |
| IL-II-m-A-14146.01                                   | Conac | sat Manasia; comuna Manasia                            | Str. 3, nr. 160 | 1899                                                   |                       | Raportează eroare |
| IL-II-m-A-14146.02                                   | Cramă | sat Manasia; comuna Manasia                            | Str. 3, nr. 160 | 1899                                                   | Alte imagini          | Raportează eroare |
| IL-II-m-A-14146.03                                   | Parc | sat Manasia; comuna Manasia                            | Str. 3, nr. 160 | 1899                                                   | Alte imagini          | Raportează eroare |
| IL-II-m-B-14147                                      | Biserica „Sf. Nicolae”                                                                                                  | Sat MĂRCULEȘTI comuna Mărculești                       | Str. Sf. Ierarh Nicolae, nr. 2                                                                                       | 1844                                                   | Încarcă foto \| video | Raportează eroare |
| IL-II-m-B-14148                                      | Casă cu prăvălie Zaharia Moraru                                                                                         | sat Ograda; comuna Ograda                              | Str. Ionel Perlea, 216                                                                                               | 1880                                                   |                       | Raportează eroare |
| IL-II-m-B-14149                                      | Casa Ionel Perlea | sat Ograda; comuna Ograda                              | Str. Ionel Perlea, 222 44.61881°N 27.58131°E                                                                         | sec. XIX                                               |                       | Raportează eroare |
| IL-II-m-B-14150                                      | Casa Vasilescu | sat Ograda; comuna Ograda                              | Str. Ionel Perlea, 249 44.61871°N 27.58055°E                                                                         | 1908                                                   |                       | Raportează eroare |
| IL-II-a-B-14151                                      | Ansamblul bisericii „Sf. Gheorghe”                                                                                      | sat Ograda; comuna Ograda                              | Str. Sf. Mare Mc. Gheorghe 1                                                                                         | 1869                                                   |                       | Raportează eroare |
| IL-II-m-B-14151.01                                   | Biserica „Sf. Gheorghe”                                                                                                 | sat Ograda; comuna Ograda                              | 1869 |                                                        |                       | Raportează eroare |
| IL-II-m-A-14152 (RAN: 92890.01)                      | Biserica „Sf. Nicolae”                                                                                                  | sat Orboești; comuna Andrășești                        | Pe malul stâng al Ialomiței                                                                                          | 1797                                                   | Încarcă foto \| video | Raportează eroare |
| IL-II-a-B-14153 (LMI92: 23B115)                      | Ferma agricolă Perieți                                                                                                  | sat Perieți; comuna Perieți                            | DN2A | 1936                                                   | Încarcă foto \| video | Raportează eroare |
| IL-II-m-B-14153.01                                   | Clădirea C7 - fost grajd, cu spații de uscare semințe în pod                                                            | sat Perieți; comuna Perieți                            | DN2A | 1936                                                   | Încarcă foto \| video | Raportează eroare |
| IL-II-m-B-14153.02                                   | Clădirea C9 - fost grajd, cu spații de uscare semințe în pod                                                            | sat Perieți; comuna Perieți                            | DN2A | 1936                                                   | Încarcă foto \| video | Raportează eroare |
| IL-II-m-B-14153.03                                   | Clădirea C11 - fost castel de apă                                                                                       | sat Perieți; comuna Perieți                            | DN2A | 1936                                                   | Încarcă foto \| video | Raportează eroare |
| IL-II-m-B-14153.04                                   | Clădirea C13 - fostă clădire socială (cazare muncitori, cantină)                                                        | sat Perieți; comuna Perieți                            | DN2A | 1936                                                   | Încarcă foto \| video | Raportează eroare |
| IL-II-m-B-14153.05                                   | Clădirea C16 - conacul                                                                                                  | sat Perieți; comuna Perieți                            | DN2A | 1936                                                   | Încarcă foto \| video | Raportează eroare |
| IL-II-m-B-14153.06                                   | Clădirea C17 - fost grajd, cu spații de uscare semințe în pod                                                           | sat Perieți; comuna Perieți                            | DN2A | 1936                                                   | Încarcă foto \| video | Raportează eroare |
| IL-II-m-B-14153.07                                   | Clădirea C18 - fost grajd, cu spații de uscare semințe în pod                                                           | sat Perieți; comuna Perieți                            | DN2A | 1936                                                   | Încarcă foto \| video | Raportează eroare |
| IL-II-m-B-14153.08                                   | Clădirea C20a - fostă magazie pentru cereale                                                                            | sat Perieți; comuna Perieți                            | DN2A | 1936                                                   | Încarcă foto \| video | Raportează eroare |
| IL-II-m-B-14154 (RAN: 93147.02)                      | Biserica „Sf. Împărați”                                                                                                 | sat Piersica; comuna Ciochina                          | La limita de sud a satului                                                                                           | 1803                                                   | Încarcă foto \| video | Raportează eroare |
| IL-II-m-B-14156                                      | Casa Chiajna Craiu | sat Poiana; comuna Ciulnița                            | Str. Trandafirilor, 8                                                                                                | 1810                                                   | Încarcă foto \| video | Raportează eroare |
| IL-II-m-B-14157                                      | Casa Elena Bratu | sat Poiana; comuna Ciulnița                            | Str. Revoluției, 10                                                                                                  | 1850                                                   | Încarcă foto \| video | Raportează eroare |
| IL-II-m-B-14158                                      | Conac | sat Reviga; comuna Reviga                              | Str. Al. I. Cuza, 172 44.7103°N 27.10486°E                                                                           | 1932                                                   |                       | Raportează eroare |
| IL-II-m-B-14159                                      | Casa Petru Tudoreci | sat Reviga; comuna Reviga                              | Str. Înv. Zeca Valeriu, 507                                                                                          | 1906                                                   | Încarcă foto \| video | Raportează eroare |
| IL-II-m-B-14160                                      | Casa cu cârciumă și salon, Vasilica Anescu și Elena Radu                                                                | sat Sfântu Gheorghe; comuna Sfântu Gheorghe            | Str. Principală, fără număr                                                                                          | sec. XIX                                               | Încarcă foto \| video | Raportează eroare |
| IL-II-m-B-14161                                      | Biserica „Sf. Nicolae”                                                                                                  | sat Sinești; comuna Sinești                            | Str. Dunării, fără număr 44.56784°N 26.37462°E                                                                       | 1855                                                   | Alte imagini          | Raportează eroare |
| IL-II-m-A-14162                                      | Biserica „Sf. Trei Ierarhi”                                                                                             | sat Slătioarele; comuna Jilavele                       | DC 10 La intrarea în sat                                                                                             | 1820                                                   | Încarcă foto \| video | Raportează eroare |
| IL-II-m-B-20204                                      | Casa cu cârciumă | sat Sudiți; comuna Sudiți                              | Str. Mare 123 | 1928                                                   | Încarcă foto \| video | Raportează eroare |
| IL-II-m-B-14164                                      | Biserica „Sf. Voievozi”                                                                                                 | oraș Țăndărei                                          | Str. Perlea Ionel 5                                                                                                  | 1839                                                   |                       | Raportează eroare |
| IL-II-m-B-14165                                      | Școală | oraș Țăndărei                                          | Str. Perlea Ionel 3                                                                                                  | 1905                                                   | Încarcă foto \| video | Raportează eroare |
| IL-II-m-B-14166                                      | Conacul Ion Ionescu | municipiul Urziceni                                    | „Km. 56”, pe șoseaua Buzăului 44.72775°N 26.64252°E                                                                  | 1905                                                   | Încarcă foto \| video | Raportează eroare |
| IL-II-m-B-20201                                      | Casa cu prăvălie | municipiul Urziceni                                    | Str. 1918, 10 | 1935                                                   |                       | Raportează eroare |
| IL-II-m-B-20202                                      | Casa | municipiul Urziceni                                    | Str. Regele Ferdinand 108                                                                                            | 1894                                                   | Încarcă foto \| video | Raportează eroare |
| IL-II-m-B-20203                                      | Casa | municipiul Urziceni                                    | Str. Mihai Viteazul 60                                                                                               | 1885                                                   |                       | Raportează eroare |
| IL-II-m-B-14167                                      | Casa, azi biserica Romano-Catolică                                                                                      | municipiul Urziceni                                    | Str. Panduri 16 | 1916                                                   |                       | Raportează eroare |
| IL-II-m-B-20205                                      | Casa Mihai Hovaghinian                                                                                                  | municipiul Urziceni                                    | Str. Panduri 21 | 1926                                                   |                       | Raportează eroare |
| IL-II-m-B-14168                                      | Conacul Gălățeanu | municipiul Urziceni                                    | Str. Regele Ferdinand 10 44.71714°N 26.63819°E                                                                       | 1931                                                   |                       | Raportează eroare |
| IL-II-m-B-14169                                      | Casă | municipiul Urziceni                                    | Str. Regele Ferdinand 73                                                                                             | 1889                                                   | Încarcă foto \| video | Raportează eroare |
| IL-II-m-B-14170                                      | Biserica „Sf. Nicolae”                                                                                                  | sat Vlădeni; comuna Vlădeni                            | Str. Mare 44.61023°N 27.85404°E                                                                                      | 1836                                                   |                       | Raportează eroare |
| IL-III-m-B-14171                                     | Monumentul Eroilor | municipiul Slobozia                                    | Str. Dobrogeanu Gherea Constantin 44.55672°N 27.35891°E                                                              | 1926                                                   |                       | Raportează eroare |
| IL-III-m-B-14172                                     | Bustul lui Matei Basarab                                                                                                | municipiul Slobozia                                    | Str. Matei Basarab 27 44.56226°N 27.35923°E                                                                          | 1932                                                   |                       | Raportează eroare |
| IL-III-m-B-14155                                     | Colac de puț | municipiul Slobozia                                    | În fața Muzeului Agriculturii, Bd. Matei Basarab, 10 44.56216°N 27.35175°E                                           | 1853 Aron Nedelcovici                                  |                       | Raportează eroare |
| IL-IV-s-B-14173                                      | Cimitirul militarilor români, algerieni, austrieci, englezi, francezi, indieni și turci căzuți în primul Război Mondial | municipiul Slobozia                                    | Str. Eternității, Nr. 2 44.56549°N 27.35756°E                                                                        | 1932                                                   |                       | Raportează eroare |
| IL-IV-m-B-14174                                      | Crucea de piatră a Jugănăriței                                                                                          | sat Albești; comuna Albești                            | La 1 km spre Bataluri                                                                                                | 1868                                                   | Încarcă foto \| video | Raportează eroare |
| IL-IV-a-B-14175                                      | Cinci cruci de hotar | sat Axintele; comuna Axintele                          | 2 în fața casei Petrache Lucian; 2 la casa Cană Elena; 1 la casa Matache Alexandru                                   | sec. XIX                                               | Încarcă foto \| video | Raportează eroare |
| IL-IV-m-A-14100.02                                   | Cavourile familiei Zappa                                                                                                | sat Broșteni; comuna Ion Roată                         | DS 1134 La cca. 300 m de DN2A, în incinta bis. "Sf. Nicolae"                                                         | 1857                                                   | Încarcă foto \| video | Raportează eroare |
| IL-IV-a-B-14176                                      | Două cruci de piatră | sat Cosâmbești; comuna Cosâmbești                      | În incinta școlii | 1818 și 1821                                           | Încarcă foto \| video | Raportează eroare |
| IL-IV-m-B-14177                                      | Mormântul generalului Eracle Arion                                                                                      | sat aparținător Fierbinții de Sus; oraș Fierbinți-Târg | În incinta Centrului de asist. socială, Str. Calea Urziceni 422                                                      | sf. sec. XIX                                           | Încarcă foto \| video | Raportează eroare |
| IL-IV-m-A-14178                                      | Crucea Înaltă sau Crucea de la Chirana                                                                                  | sat Gura Ialomiței; comuna Gura Ialomiței              | La 200 m de DN2A, intersecția Chirana spre stânga pădurii în sensul de mers Slobozia-Constanța 44.68241°N 27.77005°E | 1639                                                   |                       | Raportează eroare |
| IL-IV-m-A-14137.02                                   | Cruci de piatră (5) | sat Jilavele; comuna Jilavele                          | DC 10 Jilavele-Slătioarele în curtea bisericii Sf. Ioan Botezătorul                                                  | sec. XVIII-XIX                                         | Încarcă foto \| video | Raportează eroare |
| IL-IV-m-B-14151.02                                   | Cruci de piatră (19) | sat Ograda; comuna Ograda                              | Str. Sf. Mare Mcn. Gheorghe, 2, în spatele Casei memoriale "Ionel Perlea"                                            | sec. XIX                                               | Încarcă foto \| video | Raportează eroare |
| IL-IV-m-B-14179                                      | Cruce de piatră | sat Sfântu Gheorghe; comuna Sfântu Gheorghe            | Spre satul Butoi | 1851                                                   | Încarcă foto \| video | Raportează eroare |
| IL-IV-m-B-14180                                      | Cruce de piatră | sat Stejaru; comuna Perieți                            | Str. Poienii 103 | 1822                                                   | Încarcă foto \| video | Raportează eroare |
| IL-IV-m-B-14181                                      | Cruci de piatră „La patru frați” (4)                                                                                    | sat Valea Măcrișului; comuna Valea Măcrișului          | „La patru frați” cca. 7 km NE de satul Broșteni și 3 km SV de satul Valea Măcrișului 44.73561°N 26.80067°E           | prima jum. a sec. XIX                                  |                       | Raportează eroare |